# Franz Roh
Franz Roh, né le 21 février 1890 à Apolda et mort le 30 décembre 1965 à Munich, est un historien de l'art, photographe et critique d'art allemand.

## Biographie
Roh est né à Apolda en Thuringe. Il suit des études aux universités de Leipzig, Berlin et Bâle. En 1920, il obtient une thèse à Munich pour ses travaux sur les peintures néerlandaises du XVIIe siècle.
Dès 1923 et jusqu'à la fin de sa vie, il réalise des collages, à partir, notamment d'images de gravures sur bois, d'illustrations et de reproductions photographiques. Ces œuvres sont finement produites et riches d'ambiguïtés sémantiques. En cela, elles rapprochent Franz Roh de Max Ernst, réalisateur lui aussi de nombreux collages et avec lequel Franz Roh aura une correspondance soutenue. On y décèle ainsi une combinatoire surréelle, toujours ou presque soumise à l'inhabituel, au surprenant et même au monstrueux, qui peut se cacher dans un univers banal.
Dans son livre, paru à Leipzig en 1925, Nach-Expressionismus: Magischer Realismus: Probleme der neuesten europäischen Malerei [Postexpressionnisme Réalisme magique : problèmes de la peinture européenne la plus récente], Roh propose en sous-titre l'expression réalisme magique, déjà apparue sous la plume de Novalis, pour décrire quatre parmi sept nouvelles tendances esthétiques nouvelles, visibles dans la grande exposition de Manheim de 1925. La critique d'art adoptera l'appellation de nouvelle objectivité pour décrire ce "retour au calme" de la peinture, mais la publication d'une traduction espagnole du livre de Roh sous le titre Realismo mágico par José Ortega y Gasset, aura pour conséquence inattendue de voir l'appellation reprise par la critique littéraire latino-américaine après 1950 pour décrire une tendance majeure de la littérature du "Boum".
Pendant le régime nazi, Franz Roh est mis à l'isolement et emprisonné plusieurs mois au camp de concentration de Dachau ; il y écrit Das Verkannte Künstler: Geschichte und Theorie des kulturellen Mißverstehens [Le génie méconnu : histoire et théorie de la culture incomprise]. 
Après la guerre, en 1946, il se marie avec l'historienne de l'art Juliane Bartsch.
Franz Roh meurt à Munich en 1965.

## Expositions
- 5 décembre 1999 - 13 février 2000 : Franz Roh. Collagen, Olaf Gulbransson Museum, Tegernsee.

## Écrits
- Holländische Malerei. 200 Nachbildungen mit geschichtlicher Einführung und Erläuterungen, Jena, E. Diederichs, 1921, 335 p.
- Nach-Expressionismus, magischer Realismus. Probleme der neuesten europäischen Malerei, Leipzig, Klinkhardt & Biermann, 1925, VI-134 p.

première traduction en français : Postexpressionnisme, réalisme magique : problèmes de la peinture européenne la plus récente, traduction, notes et présentation de Jean Reubrez, Dijon, Les Presses du réel, 2013, 240 p.  (ISBN 978-2-84066-548-9).
- L. Moholy-Nagy : 60 Fotos, Berlin, Klinkardt & Biermann, 1930, 64 p.
- Der verkannte Künstler. Studien zur Geschichte und Theorie des kulturellen Missverstehens, Munich, E. Heimeran, 1948, 404 p.
- Geschichte der deutschen Kunst von 1900 bis zur Gegenwart, Munich, F. Bruckmann, 1958, 479 p.